# Harpiola isodon
Harpiola isodon is een vleermuis uit het geslacht Harpiola die voorkomt in de bergen van Taiwan, van 1000 tot 2400 m hoogte. Er zijn 11 exemplaren bekend. Het is pas de tweede soort van het zeldzame geslacht Harpiola; de andere soort, H. grisea, is slechts bekend van enkele exemplaren uit India. De naam isodon, Latijn voor "gelijkgetand", verwijst naar het feit dat de wortels van de hoektanden en de eerste en tweede valse kiezen vrijwel op dezelfde hoogte zitten, in tegenstelling tot de soorten van het verwante geslacht Murina, waar er een verschil in hoogte is.
Deze middelgrote soort heeft een goudbruine rugvacht en een bruine buikvacht. In de rugvacht vallen de dikkere, grotere guard hairs op. Het uropatagium, de vlieghuid tussen staart en achterbenen, is dicht behaard. De voorarmlengte bedraagt 31,00 tot 35,60 mm, de schedellengte 14,76 tot 16,48 mm.